# Romain Kalbris (film, 1911)
Pour les articles homonymes, voir Romain Kalbris (homonymie).
Pour plus de détails, voir Fiche technique et Distribution.
Romain Kalbris est un film muet français réalisé par Georges Denola, sorti en 1911.
Il s'agit d'une adaptation du roman d'Hector Malot Romain Kalbris publié en 1869. Une seconde adaptation du roman sera réalisée par Georges Monca en 1923.

## Fiche technique
- Titre : Romain Kalbris
- Réalisation : Georges Denola
- Scénario : d'après le roman d'Hector Malot
- Photographie :
- Montage :
- Société de production : Société cinématographique des auteurs et gens de lettres (S.C.A.G.L.)
- Société de distribution : Pathé frères
- Pays d'origine :  France
- Langue : français
- Métrage : 250 mètres
- Format : Noir et blanc — 35 mm — 1,33:1 — Muet
- Genre : Film dramatique
- Durée : 8 minutes
- Dates de sortie : 
  -  France : 14 juillet 1911

## Distribution
- Gabriel Briand : Romain Kalbris
- Paul Landrin : Serres, l'usurier
- Eugénie Nau : Madame Kalbris
- La Petite Carina : la bohémienne
- Paul Fromet
- Gaston Sainrat
- Herman Grégoire
- Cécile Barré
- Camille Steyaert
- Edmond Godot
- Anthonin
- Cressonnier
- Caudreux